# Andreas Simonsen
Andreas Simonsen (ur. 8 października 1989 roku w Göteborgu) – szwedzki kierowca wyścigowy.

## Kariera
Simonsen rozpoczął karierę w międzynarodowych wyścigach samochodowych w 2005 roku od startów w Volvo S40 Challenge Sweden, gdzie trzykrotnie stawał na podium i odniósł jedno zwycięstwo. Z dorobkiem 151 punktów został sklasyfikowany na piątej pozycji w końcowej klasyfikacji kierowców. W późniejszym okresie Szwed pojawiał się także w stawce Volvo S60 Challenge Sweden, ADAC Volkswagen Polo Cup, Swedish Touring Car Championship, SEAT Leon Supercopa Germany, Swedish GT, ADAC GT Masters, 24h Nürburgring, 24H Dubai, Liqui Moly Bathurst 12 Hour, VLN Endurance, Blancpain Endurance Series, Gulf 12 Hours oraz FIA GT Series oraz Blancpain Sprint Series.